# Mikuleč
Mikuleč là một làng thuộc huyện Svitavy, vùng Pardubický, Cộng hòa Séc.